# Trametes versicolor
O Cogumelo-cauda-de-peru (Trametes versicolor), também conhecido como Coriolus versicolor e Polyporus versicolor, é um cogumelo políporo muito comum, podendo ser encontrado por todo o mundo. Versicolor significa 'de várias cores' e é verdade que este cogumelo pode ser encontrado numa grande variedade de cores diferentes. É reconhecido como cogumelo medicinal na medicina chinesa sob o nome de yun zhi. Na China, Japão e vários países da Europa, o polissacarídeo-K obtido de T. versicolor é usado como adjuvante imunitário no tratamento do cancro.

## Descrição e ecologia
A superfície superior do chapéu é plana e apresenta tipicamente zonas concêntricas de diferentes cores, tendo 1 a 10 mm de espessura e textura coriácea. O chapéu pode ser triangular ou redondo, apresenta zonas de cor castanha, por vezes negra. Espécimes mais velhos, podem ter zonas em que crescem algas, apresentando-se então esverdeados. A superfície dos poros tem cor esbranquiçada a castanho-claro, os poros são redondos, e com a idade tornam-se torcidos e labirínticos, com densidade de 2 a 5 poros por milímetro.
Possui potencial no campo da biorremediação, segundo o micologista Paul Stamets. T. versicolor biodegrada vários poluentes.
É consumido pela lagarta da traça-dos-fungos Nemaxera betulinella.

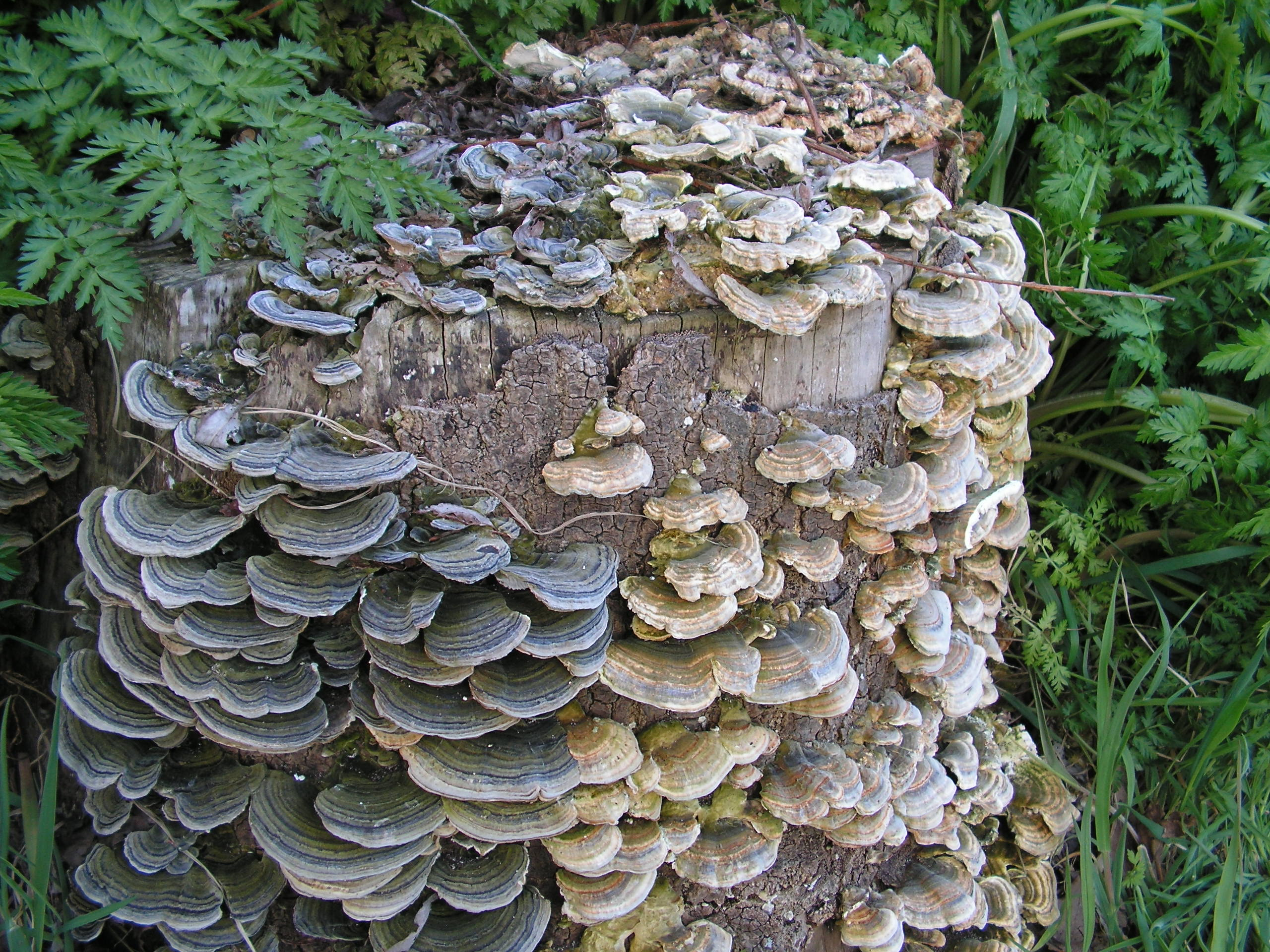
Duas variedades T. versicolor no mesmo toco de árvore.
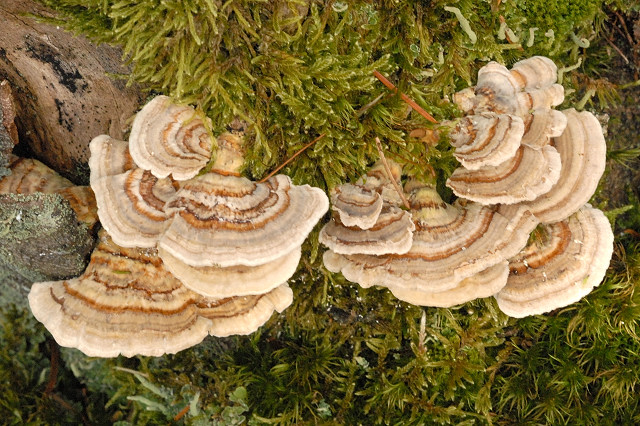
Espécimes pálidos.
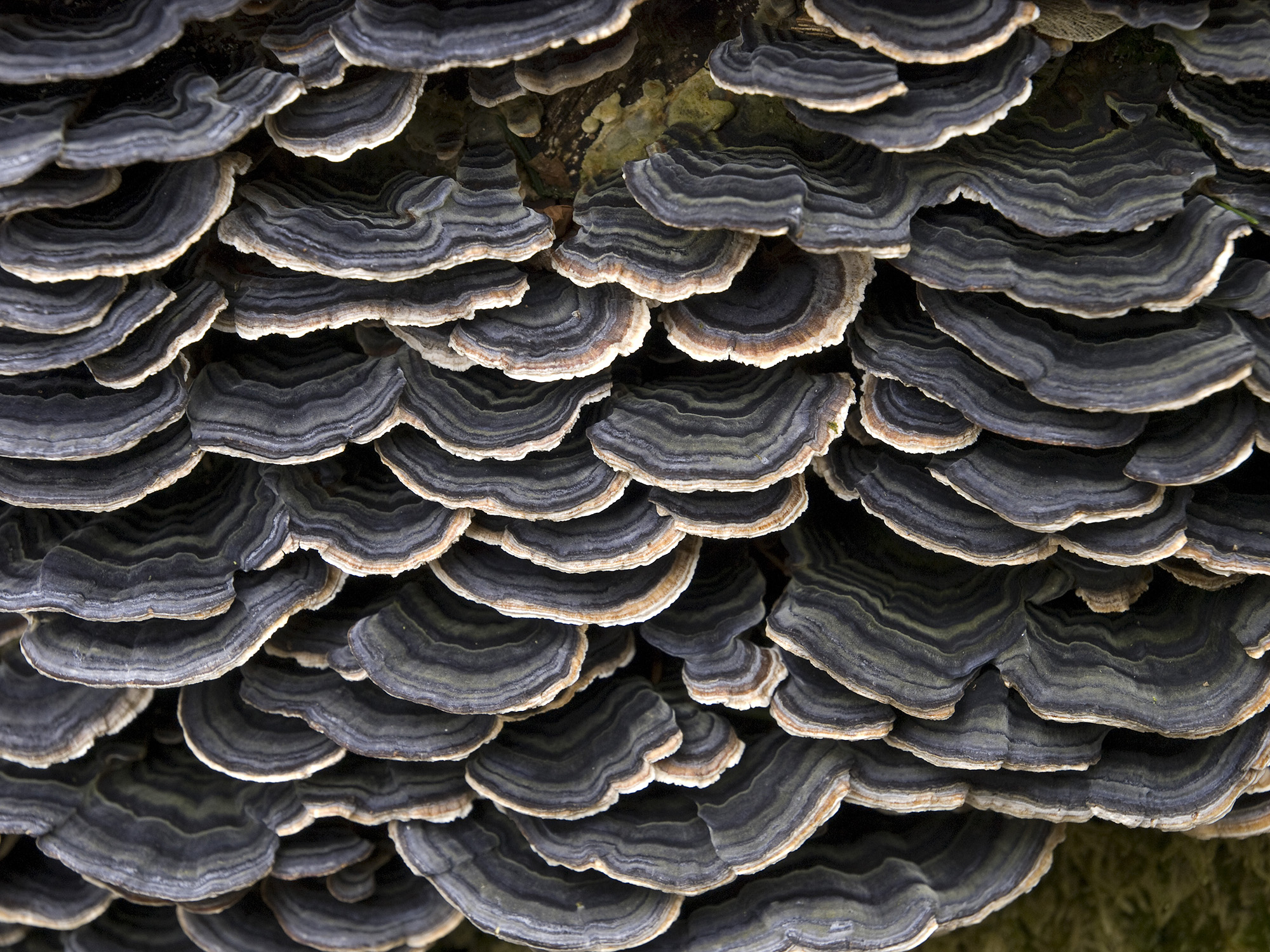
Imagem de grande plano de T. versicolor.
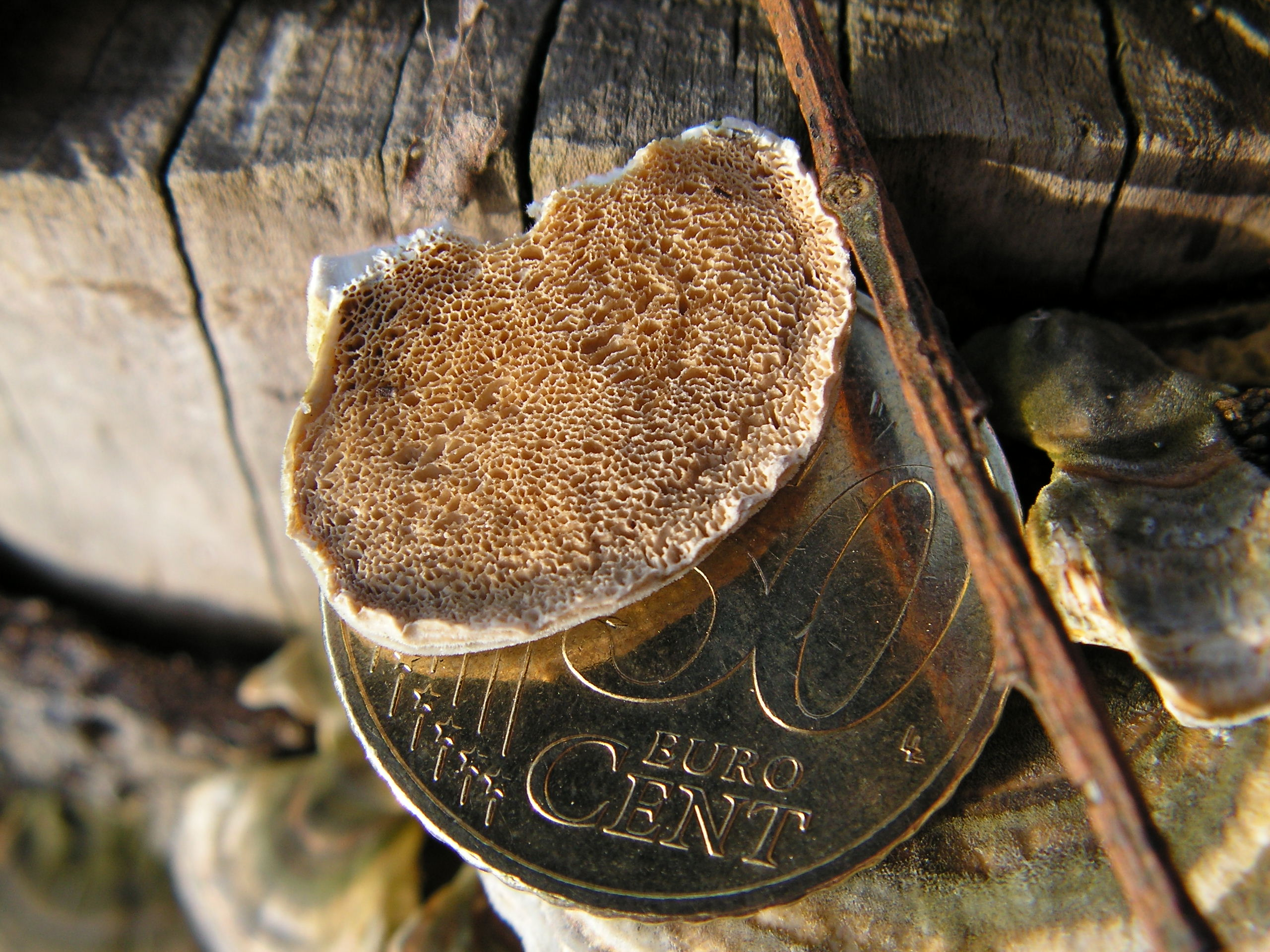
Pormenor mostrando face inferior e poros de um espécime mais velho de T. versicolor.

## Nota
- Este artigo foi inicialmente traduzido, total ou parcialmente, do artigo da Wikipédia em inglês cujo título é «Trametes versicolor», especificamente desta versão.